# مارتین پلسنر
مارتین پلسنر (پوسن ۱۹۰۰–۱۹۷۳ بیت‌المقدس) شرق‌شناس یهودی‌تبار آلمانی است. او در زمینه کاری زبانهای سامی، زبان و ادبیات یونان قدیم، تاریخ و فلسفة باستان، تاریخ قرون وسطی، تاریخ هنر و تاریخ علوم اسلامی و تاریخ پزشکی و کیمیا فعالیت می‌کرد.

## آثار

### مقالات
- سهرورد در دائرةالمعارف اسلام
- کشاورزی نبطیان در در مجله سامی‌شناسی
- تحقیقی در باب غایة الحکیم

### کتب
- همکاری با هلموت ریتر در ترجمه و تصحیح غایة الحکیم
- اهمیت تاریخ علم برای فهم عالم فکری اسلام